# Parque nacional del Monte Popa
El Parque nacional del Monte Popa es un espacio protegido con el estatus de parque nacional en el centro del país asiático de Birmania. Se encuentra ubicado en el municipio de Kyaukpadaung en la división de Mandalay. Ocupa un área de 49,63 millas cuadradas (129 kilómetros cuadrados) y fue establecido en 1989. El parque rodea al monte Popa del cual recibe su nombre.